# Ortobicúpula pentagonal
En geometría, la ortobicúpula pentagonal es uno de los sólidos de Johnson (J30). Como sugiere su nombre, puede construirse uniendo dos cúpulas pentagonales (J5) por sus bases decagonales, de forma que se toquen caras similares de una mitad con las de la otra. Al rotar una de las cúpulas 36 grados respecto de la otra antes de unirlas, se obtiene una girobicúpula pentagonal (J31).
La ortobicúpula pentagonal es la tercera ortobicúpula de un conjunto infinito de ellas.
Los 92 sólidos de Johnson fueron nombrados y descritos por Norman Johnson en 1966.